# Fox News
Fox News Channel (abbreviato anche in Fox News o più semplicemente FNC) è un canale televisivo internazionale di news 24 ore su 24; a febbraio 2015 era ricevuto da 94.700.000 persone negli Stati Uniti, mentre alla data di fondazione era ricevibile da 17 milioni di persone. Il canale è stato fondato nel 1996 dall'australiano Rupert Murdoch. La sua posizione si è consolidata verso la fine del 1990 e durante il corso del 2000.

## Storia
Il canale fu creato da Rupert Murdoch nel 1996, che assunse come CEO l'Executive della NBC Roger Ailes, che scelse di presentare il canale come fair and balanced (obiettivo ed equilibrato), ma in realtà ne impostò la linea editoriale su posizioni politiche nettamente conservatrici e molto vicine alla fazione del Partito Repubblicano all’epoca guidata da Newt Gingrich; la strategia comunicativa fu imperniata su un forte sensazionalismo e una tendenza all’esasperazione della polemica.
Le scelte editoriali si rivelarono efficaci, rendendo Fox News il canale all news più visto in assoluto negli USA, subito prima della CNN dal 2000 al 2021 superata poi dalla stessa e dalla MSNBC scivolando in 3ª posizione. La differenza tra i due è minima e Fox News detiene anche il primato di spettatori che seguono le notizie dal mondo con regolarità. La popolarità di FNC si è consolidata verso la fine degli anni novanta. Il quartier generale del canale si trova a Manhattan, New York.
Le trasmissioni cominciano dal lunedì al venerdì alle 6 del mattino (ora di New York) e il sabato e la domenica alle 7. Il primo programma è sempre Fox & Friends, condotto da tre anchorman in uno studio con vista sulle strade di New York. Dal 28 settembre 2009 Fox News è passato interamente al formato panoramico 16:9. Tra i programmi, ricordiamo Special Report with Bret Baier (uno dei programmi più seguiti dell'emittente, in onda dal lunedì al venerdì alle 18), America's Newsroom, The Daily Briefing with Dana Perino, Outnumbered, Hannity e The Five.
Dato che il canale è visibile in molti Paesi del mondo, i suoi spot pubblicitari vengono oscurati al di fuori degli Stati Uniti. Anni fa, al loro posto, venivano trasmesse le previsioni del tempo mentre, dal 2006, vengono mandati in onda alcuni piccoli reportage realizzati dagli inviati e dai giornalisti, denominati Fox News Extra.

## Diffusione
Negli Stati Uniti, il canale è diffuso criptato sia via cavo, sia via satellite, e anche negli stati dove è trasmesso il suo segnale è criptato e si può vedere soltanto con la pay tv. Nel Regno Unito non è più possibile vederlo dopo il passaggio di Sky da Murdoch a Comcast. In Italia è visbile Su Sky Italia sulla frequenza del satellite HotBird 13B 13°est 

## s Radio
Nel 2003, con la crescita della FNC, la compagnia ha deciso di investire nella creazione di una stazione Radio, la Fox News Radio, che si occupa di fornire brevi notizie e alcuni Talk Radio riguardanti le serie televisive principali. Nel 2005 vengono assunti alla FNR 60 dipendenti, che all'inizio di ogni ora fornivano un servizio di notizie da 5 minuti, e alla fine uno da 1 minuto.
La sigla delle Newscast effettua il suo debutto con una sinfonia d'orchestra da 5 note. In precedenza la sigla era composta da una sinfonia emessa da una chitarra. Entrambe furono composte da Bruce Upchirch e Dave Meffert della Zone Radio Imaging, un gruppo che si occupa della composizione di vari Jingles per le emittenti Radio.
Nel 2006 ha fatto debutto anche il Fox News Talk, che attualmente ospita diversi Talk Show presi dalla programmazione della FNC.

## Conduttori
- Lauren Ashburn
- David Asman
- Bret Baier
- Julie Banderas
- Bob Beckel
- Eric Bolling
- Shannon Bream
- Brenda Buttner
- Alisyn Camerota
- Gretchen Carlson
- Neil Cavuto
- Jamie Colby
- Steve Doocy
- Ainsley Earhardt
- Paul Gigot
- Kimberly Guilfoyle
- Greg Gutfeld
- Sean Hannity
- Elisabeth Hasselbeck
- Bill Hemmer
- Mike Huckabee
- Juliet Huddy
- Gregg Jarrett
- Terry Keenan
- Brian Kilmeade
- Mort Kondracke
- Anna Kooiman
- Howard Kurtz
- Jenna Lee
- Martha MacCallum
- Jillian Mele
- Clayton Morris
- Oliver North
- Bill O'Reilly
- Dana Perino
- Jeanine Pirro
- Geraldo Rivera
- Jon Scott
- Shepard Smith
- Greta Van Susteren
- Andrea Tantaros
- Chris Wallace
- Kelly Wright

## Controversie
Nell'aprile 2023 il network di Rupert Murdoch ha patteggiato con 787,5 milioni di dollari per evitare di andare a processo pagando la società Dominion Voting Systems per compensarla dei danni d’immagine e commerciali che le ha procurato con le sue calunnie legate alla teoria cospirativa delle elezioni 2020 truccate da Dominion, produttrice di molte delle macchine usate per lo scrutinio dei voti, rilanciando le teorie cospirazioniste di Donald Trump e del suo entourage, che attribuivano ai sistemi dell'azienda la presunta manipolazione del voto.

## Critiche
All'interno degli USA, Fox News è stata spesso oggetto di critiche per palesi favoritismi verso posizioni conservatrici, in particolare verso le politiche del Partito Repubblicano. L'ex presidente del Comitato Nazionale Democratico Howard Dean ha definito la rete televisiva una sorta di "macchina di propaganda della destra" e vari politici del Partito Democratico hanno boicottato eventi ospitati o sponsorizzati da tale rete; già nel 2007, diversi importanti candidati democratici alla presidenza (tra cui Hillary Clinton e Barack Obama) hanno disertato i dibattiti organizzati dalla rete.